# Zamek w Dziśnie
Zamek w Dziśnie — nieistniejąca budowla obronna w Dziśnie na Białorusi. Istniał od XIV do XVIII wieku.

## Opis
W XI wieku przy ujściu rzeki Dzisny do Dźwiny istniał gród książąt połockich zwany Kopiec-Gródkiem, chroniący ważny szlak komunikacyjny, jakim była Dźwina. Kopiec-Gródek leżał na prawym brzegu Dzisny, w miejscu, które dziś jest rozległą wyspą na Dźwinie. 
Na początku XIV wieku Kopiec-Gródek został włączony do Wielkiego Księstwa Litewskiego. W tym okresie na miejscu dawnego grodu wzniesiono drewniany zamek otoczony umocnieniami ziemnymi, zajmujący powierzchnię około 5 ha. Była to wówczas jedna z większych warowni na tym terenie. W latach 70. XIV w. zamek jest wymieniany w kronikach Zakonu Inflanckiego, dla którego stanowił poważną przeszkodę w wypadach w głąb ziemi połockiej. W XIV i na początku XV wieku zamek dziśnieński odgrywał rolę forpoczty Połocka, kontrolując ruch na Dźwinie i utrudniając dostęp do stolicy księstwa. 
Po bitwie pod Grunwaldem stracił znaczenie militarne i prawdopodobnie został opuszczony. 
W 1563 r., podczas wojny litewsko-rosyjskiej, po zajęciu Połocka przez cara Iwana Groźnego, obrońcy miasta wycofali się do Dzisny i na polecenie Zygmunta Augusta odbudowali fortyfikacje zamku, przywracając mu walory obronne, a król w 1569 roku nadał mieszkańcom przywileje prawne. Pracami kierowali Borkołab Korsak i Roman Chodkiewicz. Po zawieszeniu broni w lipcu 1566 r. Litwini wzmocnili obronność zamku z polecenia Grzegorza Chodkiewicza. W kolejnych latach zamek popadł w ruinę.

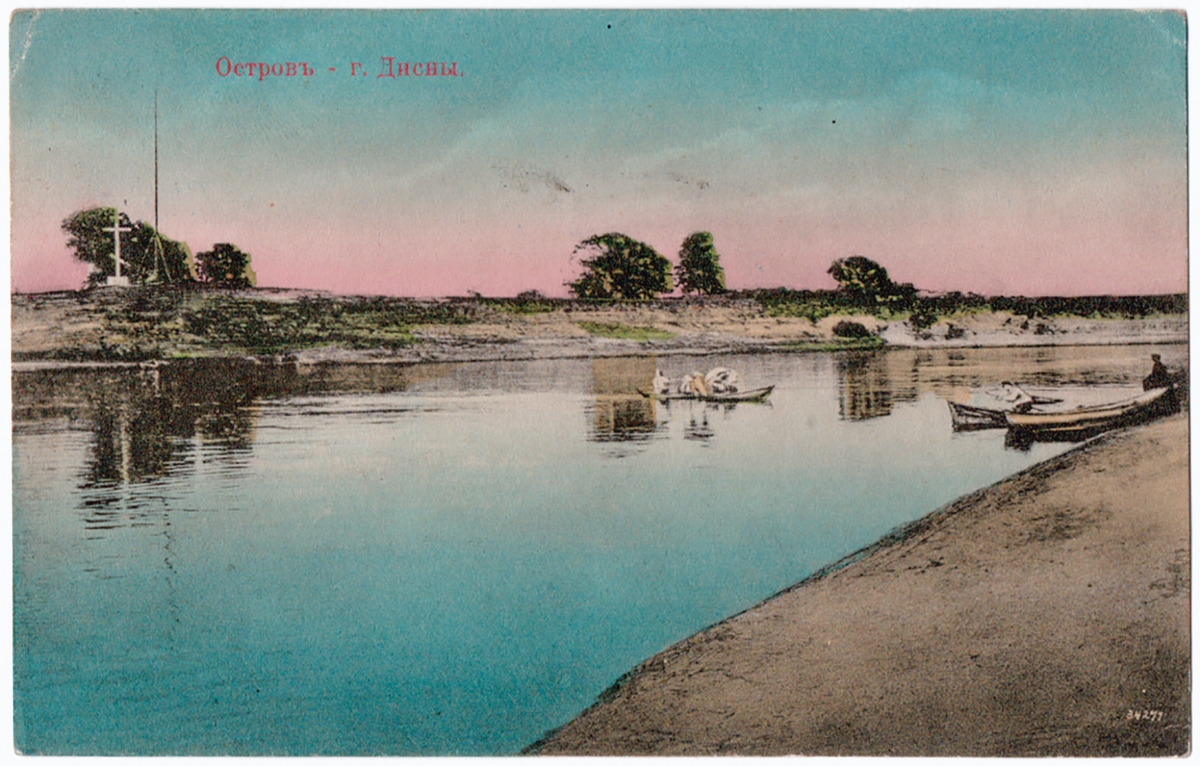
Wyspa Batorego na pocz. XX w.

Za panowania Stefana Batorego następuje dalsze umocnienie i rozbudowa zamku. Przekopano kanał łączący Dzisnę z Dźwiną, przez co twierdza znalazła się na wyspie, zwanej odtąd Wyspą Batorego. Monarcha kilkakrotnie wizytował ją osobiście. Podczas wyprawy na Połock w 1579 roku miasto wybrano na jedną z głównych baz wojsk Rzeczypospolitej. Pod zamkiem wojska Batorego sprawnie przeprawiły się na wschodni brzeg Dźwiny po moście pontonowym, którego elementy sprowadzono z Wilna. Ponownie Batory był w Dziśnie w 1581 roku, gdzie Gotard Kettler złożył mu hołd, a Batory nadał mu inwestyturę. Po zakończeniu wojny z carem Iwanem Groźnym znaczenie militarne zamku ponownie zmalało. 
Podczas wojny polsko-rosyjskiej 25 lipca 1654 r. zamek wraz z miastem poddał się bez walki wojskom moskiewskim wojewodów Szeremietiewa i Streszniewa. Rosjanie szybko odbudowali i ufortyfikowali zamek. W 1655 forteca miała 14 wież i dwie bramy, była uzbrojona w 40 dział różnego kalibru. Ponieważ podczas działań wojennych zniszczeniu uległa zabudowa miasta, dziśnieńscy mieszczanie przenieśli się na wyspę i utworzyli wokół twierdzy osadę otoczoną drewnianymi fortyfikacjami, zwaną Dolnym Zamkiem. Dla odróżnienia, starą twierdzę zaczęto nazywać Górnym Zamkiem. 10 kwietnia 1660 (wg innych źródeł w marcu 1661) został wyzwolony przez wojska Wielkiego Księstwa Litewskiego dowodzone przez regimentarza litewskiego Mikołaja Judyckiego. Stało się to na skutek buntu mieszczan znajdujących się w zamku, którzy obezwładnili znajdujących się tam żołnierzy, powiesili na bramie burmistrza, który siedem lat wcześniej poddał miasto Moskalom i otworzyli bramy zamku. Do końca wojny w Dziśnie utrzymywany był silny garnizon.  
Twierdza została doszczętnie zniszczona na początku XVIII wieku podczas Wielkiej Wojny Północnej. Część uzbrojenia wywieziono, a część zabrali okoliczni ziemianie. Ruiny rozebrano, a wały w części zaorano. Obecnie na wyspie są jedynie pozostałości ziemnych umocnień. 